# 斯帕斯-克列皮基
斯帕斯-克列皮基是俄罗斯梁赞州的一个镇，位于普拉河畔，距离首府梁赞约67公里，人口6,153人（2002年）。該地於16世紀建立，1920年正式設市。